# Руска дореформена ортографија
Руска дореформена ортографија (чешће дореволуционарна ортографија) је бивша ортографија руског језика која је била у реду до њене реформе 1918. године. Сачувала се у емигрантским издањима.

## Разлика између дореформене и савремене ортографије

### Алфабет
До револуције у руском алфабету било је 35, а не 33 слова као данас. То су следећа слова: а, б, в, г, д, е, ж, з, и, i, к, л, м, н, о, п, р, с, т, у, ф, х, ц, ч, ш, щ, ъ, ы, ь, ѣ, э, ю, я, ѳ, ѵ.
Називи слова су следећи: а, бе, ве, ге, де, је, же, зе, и, и (десјатјеричноје), ка, ел, ем, ен, о, пе, ер, ес, те, у, еф, ha, це, че, ша, шца, јер, јеры́, јерь, јать, е, ю, ја, ѳита́, и́жица.
Како видимо, у алфабету било је 4 упразднених слова: i, ѣ, ѳ, ѵ. Али два слова у алфабету није било: ё, й.
Знакови ё и й само формално нису били у алфабету, али су били у употреби као и данас.

### Изговор упразнених слова
Слово i изговарало се као и. Слово ѣ изговарало се као „је“. Слово ѳ изговарало се као ф. Слово ѵ изговарило се као и. Слово ъ на крају речи није се изговарило. Таквим редом, за звук ф одговарало је 2 слова: ф и ѳ. За звук [e] било је 2 слова, е и ѣ, а за звук [и] три слова - и, i и ѵ.

### Правила употребе упразнених слова
Слово i користило се пред гласним словима (укључујечи е, ё, ю, я), а такође пред "й" и за реч „мiръ" у значењу „Свемир“ за разлику од речи „миръ" са значењем „Мир, тишина“.
Слово ѣ користило се у 128 основима речи руског језика, а такође у неколиким суфиксима и окончањима. Да их лакше запамтите, било је измислено неколико стихова са словом ѣ.
Слово ѳ користило се у речима, које су дошли у руски (а раније и црквено-славенски) језик право из грчког језика и било је уместо грчког слова ѳ (тета). Таквих речи није било пуно:
- Сопствена имена: Агаѳья, Анѳим, Аѳанасий, Аѳина, Варѳоломей, Голиаѳъ, Евѳимий, Марѳа, Матѳей, Меѳодий, Наѳанаилъ, Парѳенонъ, Пиѳагоръ, Руѳь, Саваоѳъ, Тимоѳей, Эсѳирь, Иудиѳь, Ѳаддей, Ѳёкла, Ѳемида, Ѳемислоклъ, Ѳеодор (Ѳёдоръ, Ѳедя), Ѳеодосий (Ѳедосий), Ѳеодосия, Ѳеодотъ (Ѳедотъ), Ѳеофанъ (но Фофанъ), Ѳеофилъ, Ѳерапонтъ, Ѳома, Ѳоминична.

- Географски називи: Аѳины, Аѳонъ, Виѳания, Виѳезда, Виѳиния, Виѳлеемъ, Виѳсаида, Геѳсимания, Голгоѳа, Карѳагенъ, Коринѳъ, Мараѳонъ, Парѳия, Парѳенонъ, Эѳиопия, Ѳаворъ, Ѳеодосия, Ѳермофилы, Ѳессалия, Ѳессалоники, Ѳивы, Ѳракия.

- Народи и становнике градова: коринѳяне, парѳяне, скиѳы, эѳиопы, ѳиване.

- Нарицатељна имена: анаѳема, акаѳистъ, апоѳеозъ, апоѳегма, ариѳметика, диѳирамбъ, еѳимоны, каѳолический (но католический), каѳедра, каѳизма, киѳара, левиаѳанъ, логариѳмъ, мараѳонъ, миѳъ, миѳология, моноѳелитство, орѳография, орѳоэпия, паѳосъ (страсть, али Пафосъ — острво), риѳма, эѳиръ, ѳимиамъ, ѳита.

- Ред ретких сопствених имена такође писало се кроз ѳ. То су више од ста речи из Ветхог Завета, као Аштероѳ-Карнаимъ (Бит. 14:5), ред грцких и јеврејских ретких географских назива: Елевѳерополь, стари град (рушине) у Јужној Палестини на путу међу Јерусалимом и Газом. Људи, који не знају Библејску географију или нису познате са њом, могу да уопште не види речи са ѳ којих овде нема.